# Hjalte Skeggjason
Hjalte Skeggjason (Hjalti Skeggjason), född omkring år 970, var en isländsk hövding och diplomat i de norska kungarna Olav Tryggvasons och Olof den heliges tjänst. Han var också en drivande kraft bakom det alltingsbeslut, varigenom kristendomen år 1000 blev genom lag införd på Island.

## Släkt och familj
Hjalte var av Torstein lunas ätt hemmahörande i övre delen av Tjorsådalen (Tjórsárdalr) på södra Island. Fadern hette Skegge Torgeirsson (Skeggi Þorgeirsson) och modern Torgerd Raudsdotter (Þorgerðr Rauðsdóttir). Hjalte var gift med Vilborg, dotter till hövdingen Gissur Teitsson den vite, och dotterdotter till jarlen Torv-Einar på Orkneyöarna. Han var med andra ord genom sitt gifte befryndad med kungahuset i Norge och med Olav Tryggvason. Ett av Hjaltes barn är känt till namnet, nämligen dottern Jorun (Jórunn). Hennes dotterson Einar blev far till Magnus Einarsson, biskop i Skalholt 1134−1148.

## Levnad
Hjalte och hans svärfar Gissur vite tycks, jämte Hall på Sida, ha varit de första hövdingar på Island som tog kristet dop i samband med Tangbrands missionsresa åren 998−999. Då frågan om kristendomens ställning dryftades på alltinget år 999 hade hedningarna majoritet, vilket föranledde Hjalte att offentligt, troligen från lagberget, kväda en smädevisa om de gamla gudarna. Hjalte blev nu åtalad för hädelse av hövdingen Runolf gode, som dock hade svårt att finna någon som ville driva målet. Slutligen anmälde sig Torsgoden Torbjörn Torkelsson från Hov i Guddalarna på nordlandet. Han var sannolikt identisk med den man som i Snorre Sturlassons Skáldskaparmál kallas för Torbjörn disaskald. Hjalte dömdes fredlös och flydde samma sommar till Norge. Hans svärfar Gissur vite följde snart efter, och båda upptogs i Olav Tryggvasons hird.

### Hjalte som missionär
Vid denna tid uppehöll sig flera isländska stormannasöner i Norge. Då Tangbrand återvände och berättade för kung Olav att missionen hade misslyckats och att Island var lika hedet som förut, blev kungen så vred att han tog islänningarna till fånga och ämnade dräpa dem som hämnd för Tangbrands misslyckande.
För att rädda sina landsmän lovade nu Hjalte och Gissur att återvända som missionärer till Island för att tala folket till rätta. Kung Olav samtyckte och sände med dem på färden en präst vid namn Tormod och flera andra klerker. Men «han behöll hos sig som gisslan de fyra isländska män som tycktes honom vara de förnämsta: Kjartan Olavsson, Halldor Gudmundsson, Kolbein Tordsson och Sverting Runolfsson» (Runolf godes son).
Att kungen höll gisslan i Norge kan nog ha minskat motståndet mot kristnitaka (övergången till kristen tro), men källorna är ense om att Hjalte vid tingsförhandlingarna var en god diplomat och stor vältalare. Kristendomen blev nu i lag antagen på Island, och «samma sommar döptes allt folket». Hedningarna lyckades dock uppställa som villkor att dopet skulle ske i de varma källorna på hemvägen och inte i tingsplatsens kalla vatten.

### Uppdrag i Sverige
Under 1010-talets senare hälft var Hjalte diplomat hos den norske kungen Olof Haraldsson (som efter sin död kom att kallas Olof den helige). Om detta berättas utförligast i Snorre Sturlassons Heimskringla.
Ofred rådde vid denna tid mellan kungarna Olof Haraldsson och Olof skötkonung. Titeln "skötkonung" (lydkonung?) nämns dock inte av Snorre, som kallar honom "Olof den svenske". Eftersom konflikter av detta slag alltid gick ut över gränsbefolkningen, och svearnas jarl i det angränsande Västergötland var Norgevän beslöt sig Olof Haraldsson för att med jarlens hjälp söka förhandla med svearna. Han sände därför sin "minister" Björn stallare in i Västergötland, åtföljd av Hjalte Skeggjason. Tanken var också att de skulle framföra kung Olofs frieri till den svenska kungadottern Ingegärd, eftersom en sådan allians på sikt kunde trygga freden.
Uppdraget tycktes dock nästan omöjligt, ty sveakungen avskydde och föraktade sin norske kollega så djupt att han inte ens tålde höra hans namn utan kallade honom "den digre mannen" (fetknoppen).
Enligt Heimskringla var det Hjalte som åtog sig den farligaste delen av uppdraget. Med list lyckades han nästla sig in i sveakungens hov, där han, tillsammans med skalderna Gissur svarte och Ottar svarte, bedrev ränkspel bakom kungens rygg i syfte att ändra dennes norska politik. Men det som slutligen krönte uppdraget med framgång var det faktum att Ragnvald jarl av Västergötland och dennes fosterfar Torgny lagman revolterade på svearnas ting och befallde kungen att sluta fred eller fråndömas både liv och välde. På det sättet blev kungarna förlikta och prinsessan Ingegärd utlovades som brud till kungen av Norge.
Avtalet bröts senare av Olof Skötkonung, och det blev islänningen Sighvat Tordsson som fick sköta omförhandlingarna, men då hade Hjalte redan återvänt till Island.
Det har antagits att Snorre Sturlassons framställning av Torgny lagman skulle gå tillbaka på en nu förlorad saga om Hjalte Skeggjason. Omöjligt är det inte — men Snorre hade flera källor. Främst av dessa var Are Torgilsson, som fostrades av Teit, biskop Isleifs son. Teits bror Gissur (som alltså var sonson till Hjaltes svärfar Gissur den vite) besökte själv Västergötland på 1080-talet. Snorre var också ättad från Markus Skeggjason, som var hovpoet hos sveakungen Inge den äldre. Tilläggas kan att Snorre själv gästade lagman Eskil i Västergötland år 1219, enligt vad Sturlungasagan berättar, och då säkert kan ha fått veta ett och annat om de svenska lagmännens historia.

## Verk
Hjalte Skeggjason är inte omtalad i Skáldatal och det är inte känt om han verkat som hirdskald. Det enda som i dag finns bevarat av hans diktning är en kviðlingr (kvartsstrof) ur den dikt som fick honom dömd för hädelse:
| Vil ek eigi goð geyja; grey þykki mér Freyja. [Æ mun annat tveggja Óðinn grey eða Freyja.] | Jag vill ej på gudarna skälla; men en hynda tycks mig Freja. — | För gudahån skall jag ej väja: en hynda tycks mig Freja. [Ettdera må man säja: Odin är hund, eller Freja.] | Gack ej gudshån att höja: galen hynda är Fröja! [Är dock, om allt vi röja, Odin hund — eller Fröja!] |  |

Strofformen är enkel runhenda med ändrim. I Kristni saga och Íslendingabók finns bara de två första raderna. De återstående — här inom klammer — kan läsas i Odd munks Óláfssaga Tryggvasonar samt i Njála. De anses vara ett senare tillägg, främst därför att ordet tveggja här står som rimord till Freyja, vilket inte lär ha varit möjligt förrän på 1300-talet.
Det kristna dopet innebar knappast något byte av världsbild. Också de kristna trodde på hednagudarnas existens — men den kristne guden var den som var mäktigast: så löd argumentet. Den förändring som omvändelsen krävde gällde alltså troheten mer än tron och kan närmast jämföras med hur en vasall, som svär trohet till en ny länsherre samtidigt måste avsäga sig tidigare trohetsband. Hallfred vandrädaskald är det klassiska exemplet på hur svårt detta kunde vara för en djupt religiös hedning. Först i tredje försöket lyckades han avsvära sig sin hedna trohet så att Olav Tryggvason (hans gudfar i det kristna dopet) blev nöjd.
Hjaltes smädevisa, då han på tinget hånade Frej och Freja, bör rimligen ha haft en liknande bakgrund. Intressant är dock att visan tillkom samtidigt med att missionären Tangbrand stod åtalad för goðgá (hädelse mot gudarna). Geyja goð (häda) betyder bokstavligen att skälla som en hund mot gudarna. Hjalte tycks ha plockat upp denna lagterm, tolkat den bokstavligt och vänt den mot åklagarna. Tanken är väl: Det är inte vi kristna som skäller, men gudarna själva kan liknas vid skällande hundar.
Hjaltes dödsår är okänt.